# Макриан Старши
Фулвий Макриан Старши (на латински: Fulvius Macrianus; Macrianus Major; † 261, Тракия). Заради деформация на крака му не е избран за римски император, но разполага с голямо влияние. С помощта на Балиста, преториански префект на Валериан, успява да издигне своите двама сина, Макриан Младши и Квиет, за императори.
Макриан е генерал на Валериан I и много богат. Съпругата му Юлия е от благороднически произход, а той войник.
След пленяването и убийството на Валериан от сасанидите през лятото на 260 г. при Едеса, Макриан марширува с войските си от провинция Азия към Рим, но в Тракия при Сердика през 261 г. е победен от Авреол, генерал на Галиен. Макриан и синът му Макриан Младши са убити. Другият му син Квиет е убит по-късно от Оденат, крал на Палмира, през 261 г. при Емеса.